# Gotō Yūjō
Gotō Yūjō   (província de Minu, 1440 - 20 de juny de 1512) va ser un treballador del metall i un mestre espaser del període Muromachi, i el creador de la família Goto Shirobe.

## Biografia
Gotō Yūjō neix el 1440, fill de Goto Mototsuna, i es creu que descendent de Toshihito Fushiwara. El seu nom era Masao, el seu nom d'infància Keiko-Maru i el seu nom comú Shirobei. Sembla que Yujo agafa el nom després d'internar-se en un sacerdoci budista, una teoria diu que el sacerdot es deia Yujo Hoin. Va tenir dos fills, Hikoshiro (mort jove), i Munenori que agafa el relleu a la família Goto.
Originari de la província de Mino. Segons la llegenda de la família Goto, va servir com a soldat del shogun Yoshimasa Ashikaga, però, als 18 anys va ser empresonat per les calúmnies dels seus companys, als guàrdies de la presó els va demanar una espasa curta i un préssec, i va tallar 14 vaixells mikoshi i 63 micos, quan Yoshimasa va veure el que havia fet va quedar impressionat i el va alliberar i va ordenar que emprengués el muntatge d'espases. La família Ashikaga li va donar 300 ciutats a Sakamoto, província d'Omi, nomenat Jugoi, i Emonfu per l'emperador Gohanazono. Mor de malaltia el 7 de maig de 1512, mor a l'edat de 73 anys i és enterrat al temple Jobon-Rendai-ji, de la Secta Shingon.

## Obra
Cap de les obres de Gotō Yūjō està autografiada, i la majoria d' elles són obres mestres sense signar. Sovint estan fetes d'or o shakudo d'alta qualitat amb dissenys com ara dracs i lleons tallats, talles d'alta qualitat amb semblança a un peix, basades en esbossos de l'artista Motonobu Kano. Les talles de Yujo utilitzaven patrons detallats per crear un efecte decoratiu dins d'un cert estàndard d'accessoris d'espasa, i des d'aleshores, han estat una influència important no només en la família Goto d' Obanza i Budoza durant 17 generacions, sinó també en el treball del metall durant el període Edo.